# 분자 모델링

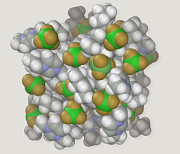
이온 액체 모델링

분자 모델링(Molecular modelling)은 분자의 행동을 모형화하거나 따라하기 위해 사용되는 모든 이론 및 계산 방식을 아우른다. 이 방식들은 계산화학, 약 설계, 계산생물학, 재료과학에서 소형 화학 시스템에서부터 대형 화학 분자 및 물질 조합에 이르는 분자 시스템 연구에 사용된다. 가장 단순한 계산은 손으로 수행할 수 있지만 상당히 규모가 있는 시스템들의 분자 모델링을 수행하려면 필연적으로 컴퓨터가 필요하다. 분자 모델링 방식의 공통된 특징은 분자 시스템의 원자 수준의 설명이다.

## 같이 보기
- 화학정보학
- 밀도범함수 이론
- 분자 모형
- 몬테카를로 방법
- 모의 현실